# Liste der Bodendenkmäler in Feilitzsch
Auf dieser Seite sind die Bodendenkmäler in der oberfränkischen Gemeinde Feilitzsch zusammengestellt. Diese Tabelle ist eine Teilliste der Liste der Bodendenkmäler in Bayern. Grundlage ist die Bayerische Denkmalliste, die auf Basis des Bayerischen Denkmalschutzgesetzes vom 1. Oktober 1973 erstmals erstellt wurde und seither durch das Bayerische Landesamt für Denkmalpflege geführt wird. Die folgenden Angaben ersetzen nicht die rechtsverbindliche Auskunft der Denkmalschutzbehörde.

## Bodendenkmäler in Feilitzsch
| Lage       | Objekt                                                                                   | Akten-Nr.     | Bild |
| ---------- | ---------------------------------------------------------------------------------------- | ------------- | ---- |
| (Standort) | Verebneter Turmhügel des Mittelalters.                                                   | D-4-5537-0001 |      |
| (Standort) | Mittelalterliche und frühneuzeitliche archäologische Befunde                             | D-4-5537-0004 |      |
| (Standort) | Mittelalterlicher Burgstall.                                                             | D-4-5637-0004 |      |
| (Standort) | Verschütteter Bergbaustollen vermutlich des späten Mittelalters und der frühen Neuzeit.  | D-4-5637-0024 |      |
| (Standort) | Mittelalterliche und frühneuzeitliche archäologische Befunde                             | D-4-5637-1019 |      |
| (Standort) | Mittelalterliche und frühneuzeitliche Befunde im Bereich eines ehem. Rittersitzes        | D-4-5637-1020 |      |
| (Standort) | Archäologische mittelalterliche und frühneuzeitliche Befunde                             | D-4-5637-1021 |      |
| (Standort) | Mittelalterliche und frühneuzeitliche Befunde im Bereich des frühneuzeitlichen Schlosses | D-4-5637-1022 |      |